# Wilhelm Kirschner
Wilhelm „Willi“ Kirschner (* 9. Dezember 1911 in Hermannstadt; † 26. März 1994 in Wiehl) war ein rumäniendeutscher Handballspieler.

## Karriere
Wilhelm Kirschner spielte für den Hermannstädter Turnverein. Bei den Olympischen Sommerspielen 1936 in Berlin gehörte er zum Aufgebot der rumänischen Nationalmannschaft, die den sechsten Platz belegte. Zwei Jahre später wurde er mit der rumänischen Mannschaft Fünfter bei der erstmals ausgetragenen Feldhandball-Weltmeisterschaft in Berlin.